# Александрув (Томашовський повіт)
Александрув (пол. Aleksandrów) — село в Польщі, у гміні Уязд Томашовського повіту Лодзинського воєводства.
У 1975-1998 роках село належало до Пйотрковського воєводства.